# Akili Smith
Kabisa Akili Maradufu Smith (San Diego, 21 agosto 1975) è un ex giocatore di football americano statunitense che ha giocato nel ruolo di quarterback nella National Football League (NFL) e nella Canadian Football League (CFL). Fu scelto come terzo assoluto nel Draft NFL 1999 dai Cincinnati Bengals. Al college giocò a football all'Università dell'Oregon.

## Carriera professionistica
Smith fu scelto come terzo assoluto nel Draft 1999 dai Cincinnati Bengals, il terzo quarterback nelle prime tre scelte, dopo Tim Couch e Donovan McNabb. Smith saltò buona parte del training camp 1999 per una disputa contrattuale. Malgrado l'aver mostrato dell'atletismo nelle sue prime uscite, non riuscì mai ad imporsi nella squadra. Durante i suoi quattro anni con i Bengals, disputò solamente 17 gare come titolare, lanciando 5 touchdown a fronte di 13 intercetti, finendo per essere svincolato dopo la stagione 2002, dopo avere passato in panchina la maggior parte delle due stagioni precedenti. Successivamente fece parte dei roster di Green Bay Packers e Tampa Bay Buccaneers senza mai scendere in campo, giocando anche quattro gare coi i Frankfurt Galaxy della NFL Europa. Disputò l'inizio della stagione 2007 con i Calgary Stampeders della CFL, venendo svincolato nel mese di ottobre. Nel 2008, ESPN lo ha nominato la 42ª peggiore scelta nel draft di tutti i tempi.

## Statistiche
| Yard passate      | 2.212 |
| Touchdown         | 5     |
| Intercetti subiti | 13    |
| Passer rating     | 52,8  |